# 児童・青少年の性保護に関する法律
児童・青少年の性保護に関する法律（じどう・せいしょうねんのせいほごにかんするほうりつ、大韓民国法律第11690号）は、児童買春・児童ポルノの取締りなどを目的とした韓国の法律。後に法改正により児青法に題名変更された。韓国では『아청법（アチョンボプ＝児・青法）』と呼ばれることから、通称は「児青法（じせいほう、アチョンボプ）」・「アチョン法（アチョンほう）」。
被害児童・青少年のための救済及び支援の手続きを整備して、児童・青少年犯罪者を体系的に管理することで、児童・青少年を性犯罪から保護するというもの。この記事では主にアチョン法と記載する。

## 概要
韓国の青少年保護に関する主な法律は2つあり、ともに1997年に制定された。有害環境環境から青少年を保護し、青少年が正しく、健全な成長を目的とする「青少年保護法」と、児童ポルノ法の「児童・青少年の性保護に関する法律（児青法）」で、両法律とも女性家族部が主管している。
児青法は2012年に「青少年に見えるキャラクターの性描写があるマンガ・アニメ(準児童ポルノ)の頒布等を禁止」「単純所持も同時に禁止」「厳罰化」など、大幅に法改正された。

### 経緯
1997年、「青少年保護法」と「児童・青少年の性保護に関する法律(児青法)」制定。
2000年、「児青法」施行。
2007年、強姦と強制わいせつの発生件数が13,396件。
2008年、児童人口10万人当たりの性犯罪発生件数が、ドイツ、イギリス、アメリカに次いで世界4位、アジアで1位。
2010年、2001年から2010年までの殺人・強盗・強姦・放火などの凶悪犯罪が84.5％増加、強姦事件が1.8倍増加。
2011年、強姦と強制わいせつの発生件数が19.498件に大幅に増加。児童らを狙った性犯罪が4年で倍増。メディアの報道と社会の声を受けて全部で6法が法改正され、児青法は「青少年に見えるキャラクターの性描写があるマンガ・アニメ（準児童ポルノ)の頒布等を禁止」「単純所持も同時に禁止」「厳罰化」など重いものとなった。
2012年、児童ポルノの定義を「<明確に>児童と認識できる」に変更。
2013年、創作物や成人が制服を着たポルノについて、憲法裁判所での審査開始。
2014年、強制わいせつの発生件数が21,055件に増加。最高裁で「創作物か実在の児童との同一であることが確認され、性犯罪を誘発する場合に限る」と児青法の児童の定義が限定。
2015年、憲法裁判所で合憲意見5人、反対意見4人で創作物規制を合憲と判断。

## 内容

### 児童の定義
「青少年」とは、19才未満の者をいう。満19歳になる年の1月1日を迎えるものは除外する。

### 児童ポルノの定義
「児童・青少年の性を買う行為」は児童・青少年、児童・青少年の性を買う行為を斡旋した者または、児童・青少年を実質的に保護・監督する者などに金品やその他の財産上の利益、職務・便宜提供など代価を提供したり約束して次の各項目のいずれか一つに該当する行為を児童・青少年を対象に行ったり、児童・青少年をしてせしめることを言う。
A.性交行為
B.口腔・肛門などの身体の一部や道具を利用した類似性交行為
C.身体の全部または一部を接触・露出する行為で、一般人の性的羞恥心や嫌悪感を起こす行為
D.自慰行為
F.その他性的な行為
「児童・青少年利用淫乱物」は明確に児童・青少年または、児童・青少年と認識されうる人や表現物が登場し、第4項のいずれか一つに該当する行為をしたり、その他の性的行為をする内容を表現するフィルム・ビデオ・ゲームまたはコンピュータやその他の通信媒体を通した画像・映像などの形態になったものをいう。

### 特徴
韓国の他のポルノ規制法との大きな違いは、子供との性的接触の架空の行為を本物の性的虐待とまったく同じように扱うことにある。子供が主人公の作品を執筆している漫画家は、セックスに従事し、ビデオで本物の子供の性的行為を記録する人と、全く同じと見なされる。
また、単純所持は「身体や身体の近く又は自身の管理下にある場所に保管する場合」をいい、ダウンロードと同時にコンピュータの記憶装置に保存されるため、後で削除しても処罰の対象となる。

### 審議方法
女性家族部の下部にある青少年保護委員会が、全媒体物の指定権限を有している。実際には、有害物となる刊行物、放送、通信、映像、ゲームなどについて、各業界の審議機関が青少年有害媒体物の審議・指定、又は青少年観覧可能等級付けなどを行う。
2015年時点では、禁止行為に「自慰行為」「その他性的な行為」があり、罰則対象となる創作物には、漫画、アニメ、成人が学生の制服を着て演技をすることなども含まれる。「その他性的な行為」の定義があいまいなため、「手を繋いだりキスをすることも該当するのでは」などの議論がある。

### 罰則
- 実在する未成年者の強姦は、無期懲役または5年以上[2]。
- 実在する未成年者を強姦していなくても、児青法の定める児童ポルノを制作・輸入・輸出した場合は、無期懲役または5年以上の懲役に加えて、20年の身上登録と10年間の就業制限（子どもに関わる職業のほか、子どもが集まる場所へ近寄ることも禁止）が課せられる[2]。
- 児童ポルノを配布した場合は、7年以下の懲役または5000万ウォン(約493万6099円)以下の罰金、20年の身上登録と10年間の就業制限が課せられる[2]。

「就業制限」とは、病院や学校から児童青少年が訪れる可能性がある、あらゆる施設での就業が該当する。
韓国の刑法では、ワイセツ物の配布を1年以下の懲役または500万ウォン(約49万3610円)以下の罰金としているが、これに対して児青法の定める児童ポルノ頒布の懲役期間は7倍、罰金は10倍となっている。

## 社会背景
衝撃的な事件がメディアで大々的に報道される度に、加害者への厳罰及び予防策の強化を求める声が高まり、関連法が改正されるという事態が繰り返されている。

### 犯罪の実態
女性家族部が2010年に発表した統計では、2008年の韓国の児童人口10万人当たりの性犯罪発生件数は16.9件であり、ドイツ(115.2件)、イギリス(101.5件)、アメリカ(59.4件)に次いで世界4位、アジアでは1位となった。
その後も強姦と強制わいせつの発生件数が大幅に増加している。警察庁の統計によると、2007年は13,396件で、2011年は19,498件だった。2011年の19,498件は、人口10万人当たりでは39.2件で、日本(0.9件)の40倍以上となっていた。特に深刻なのは児童らを狙った性犯罪の急増で、韓国警察庁が発行した『2011犯罪統計』によれば、2011年に児童・青少年が被害を受けた件数は2054件で、2007年(857件)の2.4倍と、わずか4年で倍増した。 
世界各国の情報を収集・公開している国連薬物犯罪事務所(UNODC)と、日本の法務省が公開している『犯罪白書』、韓国・警察庁が出している犯罪年鑑の2009年までのデータで強姦件数を比較すると、2001年時点で日本は2228件、韓国は6751件だったが、2009年では日本は1417件、韓国は10,215件となっていた。両国の差は約3～7倍以上に開いている。日本の人口は約1億2600万人で、韓国は約5100万人のため、日本と韓国の人口差を含めて考えると、韓国の強姦件数は尋常ではない。
また、国家行政機関である大検察庁の2012年度犯罪分析資料によると、当時の全犯罪者約211万人中、約10万人が未成年者だった。未成年の犯罪が年々増加を続け、低年齢化の傾向もある。

### 漫画規制
1960年代後半からの韓国軍事政権下で、漫画は子どもに悪影響を与えるとして「6大社会悪」に指定され抑圧された。1968年に児童マンガ倫理委員会が発足(のちの刊行物審議倫理委員会マンガ部)し、マンガに対する事前検閲が行われるようになった。「低俗」「暴力的」「虚無的」「反抗的」などあいまいな審議基準だったが、社会批判的要素は細かくチェックされた。
1988年の民主化宣言以降は、『マンガ王国』『週間マンガ』『IQジャンプ』『ルネッサンス』といった各種漫画専門誌が次々と創刊され、多様なジャンルの漫画が連載を始めた。
1990年代は少年マンガ専門誌、成人マンガ専門誌、純情マンガ専門誌、成人純情マンガ専門誌などが創刊された。特に純情漫画の勢いが目覚しく、韓国人作家による『ノーマルシティ』『リニージ』『レッドムーン』『北海の星』『火の剣』『BLUE』『風の国』『フルハウス』など数多くの漫画が人気をはくし、スポーツ新聞にも漫画が連載されるようになった。純情漫画の隆盛には、1950年代に海賊版として持ち込まれた日本の作品『キャンディ・キャンディ』『ベルサイユのばら』などが大きな影響を与えた。
しかしいじめなどの増加によって「青少年保護法」「児青法」が制定され、漫画は青少年有害物として再び規制されるようになった。真っ先に減ったのは成人漫画だった。当時は、高校生が市販のビデオカメラを使って裏ビデオを制作し、コピーして配布した「赤いマフラー事件」など、青少年の犯罪が相次いでいた。 検挙された高校生は「日本の漫画（劇画）を見てマネをした」と発言し、警察はほぼ同時に学校暴力事態の主犯として漫画を指名するなど、「漫画のせいで犯罪が起きている」として、1700種510万冊の有害コミックリストを発表し、押収捜査などを行った。このとき議論された作品は『ろくでなしBLUES』など。漫画家らの逮捕・起訴も行われ、成人向け漫画市場は壊滅的被害を受けた。
2012年の法改正では、児青法のほかに6つの改正法案が国会本会議で可決された。2011年に起きた残酷な小学生強姦傷害「チョ·ドゥスン事件」など、凶悪な性犯罪事件が相次いで発生したことを受けて、2012年9月10日、国会に「児童・女性対象性暴力対策特別委員会」が設置されたことが端緒となった。児童性犯罪を防ぐために法の適用範囲を強化するためとみられる。

## 影響
1997年の児青法成立時には、漫画家と掲載する側が、構想段階で規制になりそうなものを避けるなど漫画業界が自主規制を強めた結果、青年雑誌というジャンルが消え、子ども向け教育漫画だけがのこるといういびつな構造となった。
出版物倫理委員会は1700種510万冊の有害コミックのリストを発表し、リストに基づいて押収捜索するなどし、大人隔週の漫画雑誌『ミスターブルー』『ビッグジャンプ』『トゥエンティーセブン』が発行を停止するなど、韓国の『大人の漫画読者』層と、これらを対象とする様々な特色を持つ漫画が一度に全滅するなど、文化的に壊滅的な被害を受けた。
また、バンハクギ・ガンチョルス、ジョウンハク、イヅホ・皇帝・ベグムテク・オイルリョンなどの漫画家らが逮捕・起訴されたことで、漫画家らが「漫画審議撤廃のための対策推進委員会」を結成し、絶筆宣言、広報物の配布、ファンサイン会、毎日の刑務所体験、断髪式、声明の発表、署名活動などを行ったが、出版物倫理委員会は「あなたがたが審議をした漫画についても我々は別途検討を行う」との立場を表明することで事実上霧散し、最終的には実質的な意味はなかった。
2011年の法改正後には、「日本の漫画を持ち込んだ」などを理由に、法改正後2ヶ月で2カ月間に数千人が検察行きとなり、1年で2200人あまりが逮捕され、社会問題となった。
性犯罪とはおよそ無縁のまじめな学生や日本語翻訳者らが大量に検挙されるなどの混乱が発生し、未成年者も多数逮捕される事態となり、「就業制限」の罰則によって、就職先の選択肢が大幅に削られた。また、容疑者のほとんどは女性で、主に20代前半の女性だった。
韓国の制服コスプレイヤーや、ネット上でお金を稼ぐために海賊版アニメーションをアップロードしていた若者は、性犯罪者として登録することを要求されるだけでなく、生涯にわたって雇用を維持しにくくなるような起訴や、関連する汚名の危機に直面した。
児童・青少年が登場しなくても、制服などを着て登場し、児童・青少年のように見えるわいせつ物を所持した場合も処罰範囲に含まれることに対し、論争が起きた。
日本のアニメ制作の下請けが児青法に触れる可能性があり、業界全体が萎縮している状況が起きている
。日本のアニメを制作していた会社の多くが制作中止に追い込まれ、多くのアニメーターが仕事がない状態になった。

## 問題点

### 検討の不備
韓国では議員立法を事前に国民に公開し広く話し合うことがない。また、この法律は、性犯罪抑止のために競って提出された法律に過ぎず、専門家も捜査機関も施行後の集中取り締まりを始めるまで、法律の内容をよく知らなかった。

### 統計の不備
山田太郎は2015年に韓国を訪問し、女性家族部が実在児童と創作キャラクターを区別した統計を取っていないことに対し、きちんと統計を取るよう働きかけた。

### 罰則の不均衡
創作物と性犯罪との因果関係を全く立証しないまま法制の適用をしたため、成人女性に対する強姦よりも、青少年に見えるキャラクターの性行為（キスなどが含まれることもある）が書かれた表現物を所持していることのほうが重い懲役を科せられることなどが指摘されている。
刑罰の不均衡のため、韓国のネットでは「強姦が懲役3年なら（成人女性を）強姦したほうがよい」といった書き込みも見られている。

### 定義のあいまいさ
高麗大学教授でカリフォルニア州弁護士でもあり韓国放送通信審議委員の朴景信は、児青法の「児童青少年として認識することができる表現物」という定義は、キャラクターが視覚的に18歳11ヶ月と認識できた時と、19歳に認識できた時とで処罰が変わることとなり、妥当ではないとしている。『銀河鉄道999』の鉄郎がメーテルの入浴シーンを見て顔を赤くする場面も危なくなり、韓国の古典文学で16歳の男女のラブシーンがある『春香伝』を映画にすれば、俳優が大人だとしても明らかに児童ポルノ規制で処罰され、女性用パンティを頭にかぶった場面が出てくる『クレヨンしんちゃん（韓国語：チャング）』や『セーラームーン』のような漫画もこれに該当すると指摘した。
出演女性が成人であると明記されていても、制服を着た作品は児童ポルノとみなされた例も実在する。

### 実在児童の保護の阻害
朴景信は、「ワイセツ物」配布は特進点数に加算されなかったが、「児童ポルノ」頒布は加算されるようになっていたため、2011年には年間約100件だった児童性犯罪が2012年には2224件と、22倍にも増加してしまったと指摘した。子供に対する性暴行事件を起こすのはポルノではなく、ポルノの有無にかかわらず、そのような嗜好を持った人物がそのような犯罪を行うとし、出世の点数が目的の警察官たちは、実際の犯罪を減らすことに貢献するよりも、サイバー世界の取り締まりに躍起になっていると批判した。
麻薬や殺人が過度に描写された映画があれば、市民の感受性を保護し、さらにそのような犯罪に対する警戒を強化するために規制をかけることもあるだろうが、そのような映画を麻薬取引や殺人の罪で処罰してはならないのと同様に、ファンタジーの表現を、それが実際に行われたかのように処罰した場合、事態は手に負えなくなるとも述べた。
同様の事態はスウェーデンでも見られた。児童ポルノ裁判でスウェーデン警察は、「性的虐待にさらされる恐れのある子どもたちを、空想のイラストと同レベルに扱うべきではない」と批判した。既に警察は虐待の加害者の取り締まりで手一杯で、同裁判の焦点は児童ポルノ対策から外れているとして、「イラストまで捜査対象に加えれば、被害に遭っている子どもたちを助けるための時間が削られてしまう」との見解を示し、2012年に最高裁で無罪となった（スウェーデン漫画判決）。

### セクシュアルマイノリティ差別
NPO法人うぐいすリボン代表の荻野幸太郎は、児青法による性表現の激しい取締りが始まって以降、フィクトセクシュアルや二次元コンプレックスの人々が難民となり、就職や大学院への進学という形で日本に移住するケースを指摘した。彼らは自分たちを「漫画亡命者」と呼び、クリエイターをのぞくと、ソウル大学、高麗大学、延世大学の出身者がほとんどだとした。
この点について、クィア研究者の松浦優は、児青法をきっかけに韓国を去ることを余儀なくされた人物にインタビュー調査を行い、対人性愛中心主義的な法制度がフィクトセクシュアルの人々の「精神健康」を害したり「居住地選択の制限」をもたらすと批判している。

### その他関連
エンターテイメント表現の自由の会(AFEE)は、韓国の表現規制の面で様々な問題があると指摘している。例えば、タバコ自体は合法で、大人のタバコを吸っているのを子どもが見ることもあるが、テレビ放送ではモザイク規制がされるという、よくわからない状況になっている。
韓国では国家的に映画を取り締まっている。「映像物の倫理性及び公共性の確保と青少年の保護」を目的とし、審査事項として作品テーマ、性的表現、暴力描写、セリフ、恐怖度、薬物の取り扱い、模倣の危険性の7つが設定されている。背景には増え続ける少年犯罪にあると考えられている。
2014年の釜山国際映画祭では、朴槿恵政権を批判的に描いたドキュメンタリー作品『ダイビング・ベル』を上映した組織委員会の幹部が、強引に辞任を迫るやり方で更迭され、「言論弾圧」「論争を呼んだとしても、多様な視点を提示することが民主主義だ」と批判された。

## 発効後の犯罪件数
児青法発効後も凶悪事件は増加している。韓国警察研究学会が2001～2010年の殺人・強盗・強姦・放火など凶悪犯罪を分析した結果、10年間に84.5％増えたことが明らかになった。特に強姦事件は10年間に1.8倍ほど増えている。
経済協力開発機構(OECD)34カ国と北アイルランド・スコットランドを含めて凶悪犯罪を比較した結果、韓国の犯罪率は相対的に高く、イギリス警察が2009～2010年に10万人当たりの凶悪犯罪発生率を国別に分析した資料では、韓国は34カ国のうち殺人は6番目、強姦は11番目に多かった。 他の調査でも性犯罪は増加しており、2009年～2013年の5年間にかけて、ソウル市で発生した性的暴行事件は6000件あまりとなり、61%増加した。
2014年時点では、強姦を含む「強制わいせつ」は、日本が8650件で、韓国は2万1055件と、約2.4倍の差になっている。
ただし強姦には性暴力犯罪の処罰および被害者保護などに関する法律違反(ただし同法第23条、第25条、第29条、第31条違反除外)、セクハラ、青少年の性保護に関する法律違反(青少年対象性商品など)を含む。韓国は性行為のない性犯罪も強姦犯罪と集計するが、日本は性行為があってこそ強姦犯罪と集計する。
さらに大検察庁が発表した統計によれば、親族間の性的犯罪の数は2014年637件、2015年688件、2016年730件と、娘が被害者になる親族間の性的犯罪が年々増加している。性犯罪全体の被害親告率が10％未満といわれるなかでも、親族による被害の親告率は特に低く、これは一部であると見られている。

## 裁判

### 概要
韓国の裁判所は日本と違い、法律に関する違憲決定権限がなく、憲法によって憲法裁判所にあると定められているため、基本的に裁判所で違憲判決が出ても、憲法裁判所で違憲とされなければ、法律は効力を持ち続ける。最高裁では取り締まり範囲を制限する判決を下したが、憲法裁判所が仮想物の規制について合憲判決を下し、国会でも創作物規制の条項を廃止する法案は廃案となっている。

### 事例
2013年5月、Byun Min-Sun裁判官は、児童・未成年者の性別保護法の憲法審査を求め、制服を特集したビデオの1つが児童ポルノのリストから削除された。
2013年8月、アダルトゲーム『バイブルブラック』のアニメーション動画ファイルをアップロードし、他の人々がダウンロードして見ることができるように流布した」という裁判で、罪刑法定主義の原則、過剰禁止の原則、平等の原則にそれぞれ違背しており、違憲だと疑うだけの理由があるとした。
2014年9月、韓国の最高裁は、1審と2審は有罪判決だったが、成人が校服を着て未成年者のように演技するシーンがあるポルノを児童ポルノとして認められないと判断し、無罪判決を下した。また、同年に最高裁で「創作物か実在の児童との同一であることが確認され、性犯罪を誘発する場合に限る」と定義が限定された。
2015年、憲法裁判所で創作物規制を合憲と判断された。